# DN19G
DN19G este un drum de interes național cu denumirea și Centura Carei cu o lungime de 10 km care face legătura între Carei cu intersecțiile DN19 , DN1F și DN19 din județul Satu Mare.
Prestul constructiei centurii este de 73 milioane lei, din care 69% find din fonduri europene .
Constructia centurii a inceput in 2012 si s-a terminat in 2018.